# Somerton (Suffolk)
Somerton – wieś w Anglii, w hrabstwie Suffolk, w dystrykcie Babergh. Leży 37 km na zachód od miasta Ipswich i 89 km na północny wschód od Londynu. Miejscowość liczy 80 mieszkańców.